# Сент-Джозеф (парафія, Нью-Брансвік)
Сент-Джозеф (англ. Saint-Joseph) — парафія в Канаді, у провінції Нью-Брансвік, у складі графства Мадаваска.

## Населення
За даними перепису 2016 року, парафія нараховувала 1538 осіб, показавши скорочення на 29,2%, порівняно з 2011-м роком. Середня густина населення становила 4,8 осіб/км².
З офіційних мов обидвома одночасно володіли 745 жителів, тільки англійською — 15, тільки французькою — 770. Усього 5 осіб вважали рідною мовою не одну з офіційних.
Працездатне населення становило 65,2% усього населення, рівень безробіття — 11,1% (13,7% серед чоловіків та 7,1% серед жінок). 86,7% осіб були найманими працівниками, а 10% — самозайнятими.
Середній дохід на особу становив $34 396 (медіана $29 685), при цьому для чоловіків — $42 798, а для жінок $25 158 (медіани — $36 301 та $24 043 відповідно).
30,1% мешканців мали закінчену шкільну освіту, не мали закінченої шкільної освіти — 30,8%, 38,8% мали післяшкільну освіту, з яких 24,3% мали диплом бакалавра, або вищий.
| Статево-вікова структура населення | Статево-вікова структура населення | Статево-вікова структура населення | Статево-вікова структура населення | Статево-вікова структура населення |
| ---------------------------------- | ---------------------------------- | ---------------------------------- | ---------------------------------- | ---------------------------------- |
|                                    |                                    |                                    |                                    |                                    |
| Всього                             | Всього                             | 51,6%48,4%                         |                                    |                                    |
| 0 — 14 років                       | 0 — 14 років                       |                                    | 11,4%                              | 11,4%                              |
| 15 — 64 років                      | 15 — 64 років                      |                                    | 70,4%                              | 70,4%                              |
| 65 і більше                        | 65 і більше                        |                                    | 18,2%                              | 18,2%                              |
| 85 і більше                        | 85 і більше                        |                                    | 1%                                 | 1%                                 |
| Середній вік (років)               | Середній вік (років)               | 44,644,1                           | 44,3                               | 44,3                               |
| Медіана (років)                    | Медіана (років)                    | 47,246,2                           | 46,8                               | 46,8                               |
| — чоловіки — жінки                 |                                    |                                    |                                    |                                    |

| Походження мешканців:     | Походження мешканців:     | Походження мешканців: | Походження мешканців: | Походження мешканців: |
| ------------------------- | ------------------------- | --------------------- | --------------------- | --------------------- |
| Походження                |                           |                       | осіб                  | %                     |
| Корінні американці        | Корінні американці        |                       | 110                   | 7.21%                 |
| Інше північноамериканське | Інше північноамериканське |                       | 1 335                 | 87.54%                |
| Європейське               | Європейське               |                       | 355                   | 23.28%                |
| британське                | британське                |                       | 85                    | 5.57%                 |
| французьке                | французьке                |                       | 315                   | 20.66%                |
| Азійське                  | Азійське                  |                       | 10                    | 0.66%                 |

| Зайнятість населення за галузями (за класифікацією NOC): | Зайнятість населення за галузями (за класифікацією NOC): | Зайнятість населення за галузями (за класифікацією NOC): | Зайнятість населення за галузями (за класифікацією NOC): | Зайнятість населення за галузями (за класифікацією NOC): |
| -------------------------------------------------------- | -------------------------------------------------------- | -------------------------------------------------------- | -------------------------------------------------------- | -------------------------------------------------------- |
|                                                          |                                                          |                                                          |                                                          |                                                          |
| Управління                                               | Управління                                               |                                                          | 7,5%                                                     | 7,5%                                                     |
| Бізнес, фінанси та адміністрування                       | Бізнес, фінанси та адміністрування                       |                                                          | 9,8%                                                     | 9,8%                                                     |
| Природничі та прикладні науки                            | Природничі та прикладні науки                            |                                                          | 3,4%                                                     | 3,4%                                                     |
| Охорона здоров'я                                         | Охорона здоров'я                                         |                                                          | 10,3%                                                    | 10,3%                                                    |
| Освіта, правозахист, муніципальні та урядові служби      | Освіта, правозахист, муніципальні та урядові служби      |                                                          | 9,8%                                                     | 9,8%                                                     |
| Мистецтво, культура, відпочинок та спорт                 | Мистецтво, культура, відпочинок та спорт                 |                                                          | 1,7%                                                     | 1,7%                                                     |
| Роздрібна торгівля та послуги                            | Роздрібна торгівля та послуги                            |                                                          | 24,7%                                                    | 24,7%                                                    |
| Гуртова торгівля, транспорт та обладнання                | Гуртова торгівля, транспорт та обладнання                |                                                          | 18,4%                                                    | 18,4%                                                    |
| Природні ресурси, сільське господарство                  | Природні ресурси, сільське господарство                  |                                                          | 5,7%                                                     | 5,7%                                                     |
| Виробництво                                              | Виробництво                                              |                                                          | 8,6%                                                     | 8,6%                                                     |

## Клімат
Середня річна температура становить 2,3°C, середня максимальна – 21,1°C, а середня мінімальна – -20,6°C. Середня річна кількість опадів – 1 121 мм.
| Клімат поселення                              | Клімат поселення | Клімат поселення | Клімат поселення | Клімат поселення | Клімат поселення | Клімат поселення | Клімат поселення | Клімат поселення | Клімат поселення | Клімат поселення | Клімат поселення | Клімат поселення | Клімат поселення |
| Показник                                      | Січ.             | Лют.             | Бер.             | Квіт.            | Трав.            | Черв.            | Лип.             | Серп.            | Вер.             | Жовт.            | Лист.            | Груд.            |                  |
| Середній максимум, °C                         | −8,36            | −6,5             | −0,01            | 6,92             | 14,94            | 19,97            | 21,11            | 19,97            | 14,38            | 8,54             | 2,00             | −6,3             |                  |
| Середня температура, °C                       | −14,5            | −12,65           | −6,15            | 0,78             | 8,78             | 13,82            | 17,32            | 16,16            | 10,58            | 4,74             | −1,8             | −10,1            |                  |
| Середній мінімум, °C                          | −20,64           | −18,79           | −12,29           | −5,38            | 2,65             | 7,66             | 13,53            | 12,36            | 6,78             | 0,94             | −5,59            | −13,91           |                  |
| Норма опадів, мм                              | 88               | 73               | 77               | 73               | 93               | 98               | 121              | 109              | 97               | 98               | 97               | 97               |                  |
| Середньомісячна швидкість вітру, м/с          | 4.17             | 4.20             | 4.35             | 4.07             | 3.72             | 3.38             | 3.06             | 3.00             | 3.30             | 3.70             | 3.90             | 4.10             |                  |
| Середньомісячна сонячна радіація, кДж/м²·день | 4984             | 8131             | 12009            | 15900            | 18483            | 20172            | 19383            | 16972            | 12421            | 7551             | 4485             | 3762             |                  |
| --------------------------------------------- | ---------------- | ---------------- | ---------------- | ---------------- | ---------------- | ---------------- | ---------------- | ---------------- | ---------------- | ---------------- | ---------------- | ---------------- | ---------------- |
| Джерело:                                      |                  |                  |                  |                  |                  |                  |                  |                  |                  |                  |                  |                  |                  |